# Tararua (Schiff)

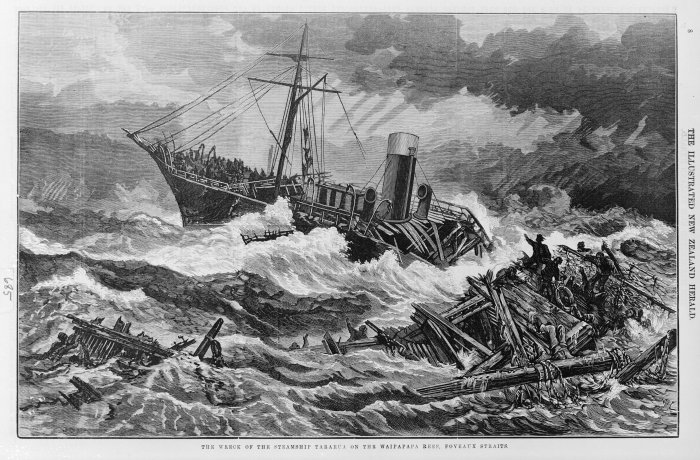
Zeitgenössische Darstellung des Schiffbruches

Die Tararua war ein Passagierdampfer der neuseeländischen Union Steam Ship Company. Er lief am 29. April 1881 auf ein Riff vor Waipapa Point vor den Catlins auf der Südinsel Neuseelands auf und sank am folgenden Tag. Dies war das schwerste zivile Schiffsunglück Neuseelands. Von den 151 Passagieren und Besatzungsmitgliedern an Bord überlebten nur 20. Es wird in Neuseeland nur noch vom Untergang der Orpheus mit 189 Opfern übertroffen.

## Schiff

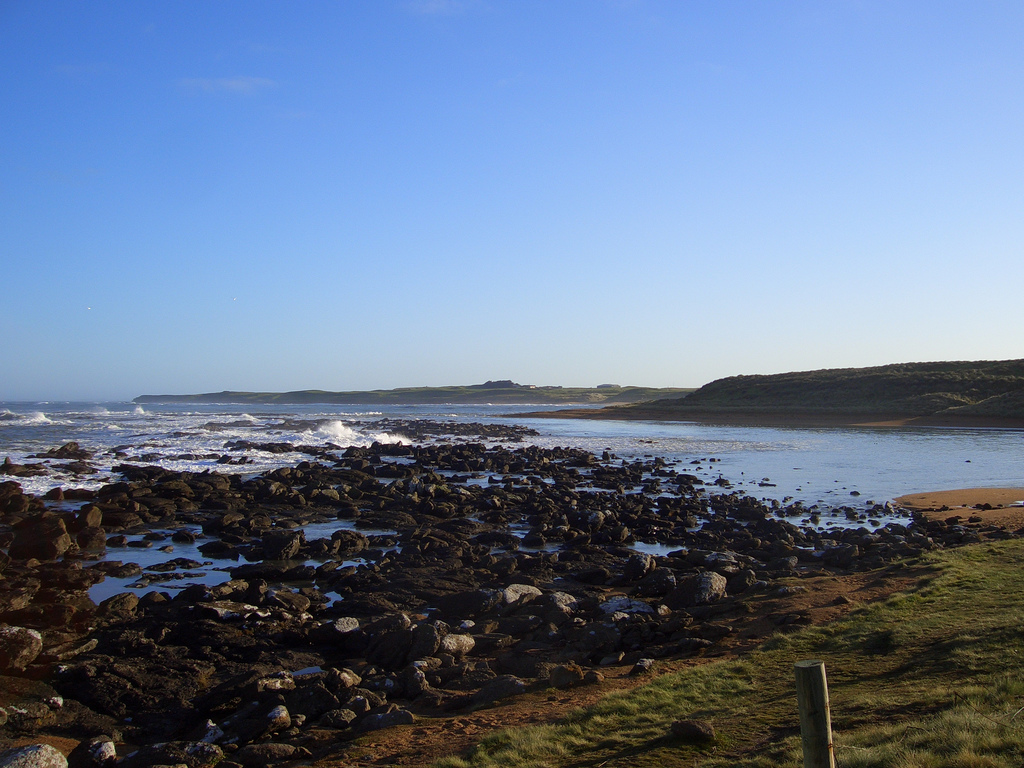
Das Riff an einem klaren Tag

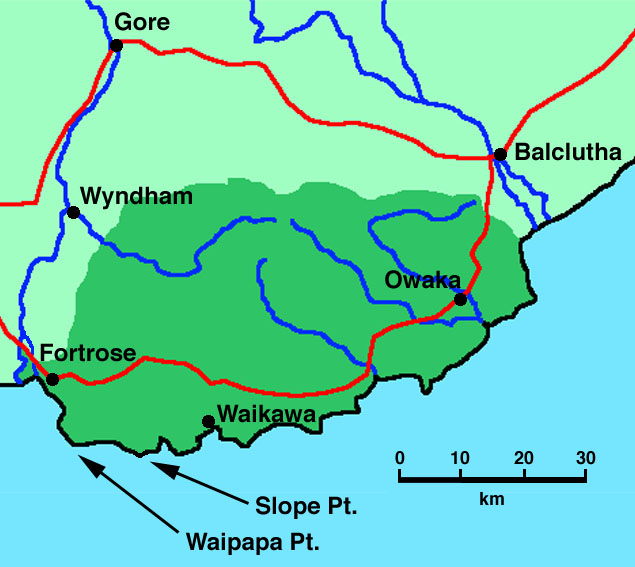
Lage von Waipapa Point und Slope Point in den Catlins

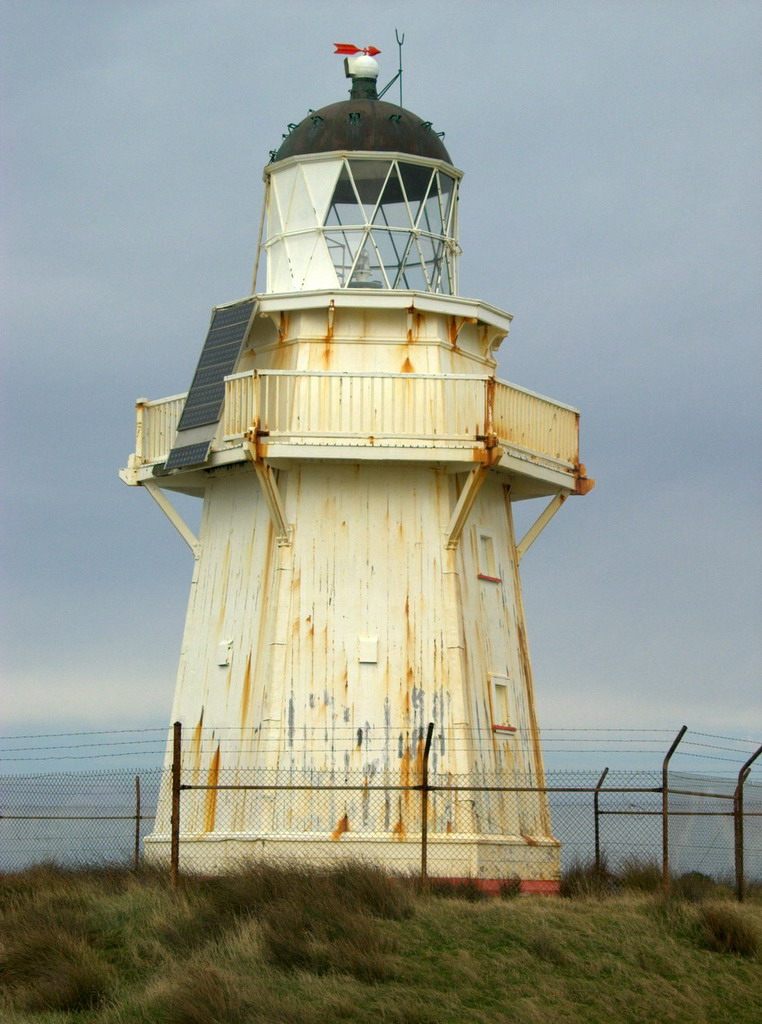
Leuchtturm auf Waipapa Point

Die Tararua war ein Dampfschiff mit Propellerantrieb mit 116 kW Antriebsleistung, 67,8 m Länge, 8,5 m Breite und 4,9 m Tiefgang. Gebaut 1864 in Dundee von Gourlay Brothers and Co., hatte das Schiff eine Tonnage von 523 Tonnen, die später auf 563 vergrößert wurde.

## Schiffbruch
Das Schiff war am 27. April 1881 um 17:00 Uhr von Port Chalmers in Dunedin auf die Reise nach Melbourne mit Zwischenstopps in Bluff und Hobart gegangen. Die Nacht war dunkel und der Himmel klar, über dem Land lag jedoch Dunst. Der am Ufer entlang navigierende Kapitän schwenkte das Schiff um 4 Uhr des 28. April nach Westen, im Glauben, er habe Slope Point hinter sich gelassen. Nachdem um 4:25 Brandung gehört wurde, steuerte er für 20 Minuten einen südlicheren Kurs, um dann wieder nach Westen zu steuern. Um etwa 5 Uhr traf das Schiff das Otara Reef, welches sich etwa 13 km von Waipapa Point ins Meer erstreckt.
Das erste Rettungsboot schlug beim Zuwasserlassen leck. Mit dem zweiten Boot gelang es einem Freiwilligen, weit genug ans Ufer zu gelangen, um an Land zu schwimmen und Alarm zu schlagen. Ein Farmarbeiter ritt die 56 km nach Wyndham zum nächstgelegenen Telegrafen. Die Nachricht erreichte Dunedin um 13:00 Uhr. Sie war jedoch nicht als „dringend“ markiert, daher legte erst um 17:00 das Schiff Hawea zu einer Rettungsaktion ab. In der Zwischenzeit hatten Wind und Wellen zugenommen. Um Mitternacht gelang es sechs Passagieren, die gute Schwimmer waren, nahe an die Küste zu kommen. Drei von ihnen gelang es mit Hilfe von Helfern an Land, durch die Brandung zu gelangen, die anderen ertranken. Ein weiterer Mann versuchte, auf dem Riff an Land zu kommen, musste aber umkehren, drei weitere ertranken beim Versuch, an den Strand zu schwimmen. Ein drittes Boot kenterte in der Brandung, als es versuchte, eine Leine an Land zu bringen. Zwar überlebten acht der neun Insassen, aber das Boot war beschädigt und die an der Küste versammelten Einheimischen konnten es nicht reparieren. Das noch verbliebene Boot konnte das Schiff wegen der Wellen nicht mehr erreichen, es steuerte auf die See hinaus in der Hoffnung, ein Passagierschiff zu Hilfe holen zu können. Die Tararua brauchte über 20 Stunden, um zu sinken, das Heck versank um 14:00 Uhr, der Rest des Schiffes in der folgenden Nacht. Die letzten Schreie von Opfern wurden 2:35 Uhr morgens gehört. Nur einem Mann gelang es noch, vom Schiff das Ufer zu erreichen.
Es wurden 74 Leichen gefunden, von denen 55 auf einem nahegelegenen Stück Land begraben wurden, das heute als „Tararua Acre“ bekannt ist. Drei Grabsteine und ein Gedenkstein sind bis heute erhalten.

## Untersuchung
Eine gerichtliche Untersuchung stellte fest, dass das Unglück hauptsächlich darauf zurückzuführen war, dass der Kapitän um 4 Uhr die Position nicht korrekt bestimmt hatte, bevor er seinen Kurs nach Westen gesetzt hatte. Auch wurde festgestellt, dass der Ausguck es unterlassen hatte, sorgfältig Ausschau zu halten, da man sonst die Brecher der Brandung rechtzeitig gehört hätte. Das Gericht empfahl, dass Dampfer genug Rettungswesten für alle Passagiere an Bord haben sollten – die Tararua besaß nur zwölf. Außerdem sollte das Waipapa Point Lighthouse gebaut werden. Dieser ging 1884 in Betrieb.
Bereits 1865 war die Tararua nur knapp einem Schiffbruch entronnen, als sie ohne Beschädigungen zu erleiden auf einem Strand bei Cape Farewell aufgelaufen war.

## Kulturdenkmal
Der Leuchtturm wurde am 26. Juni 2009 zusammen mit dem Ort des Schiffswracks der Tararua vom New Zealand Historic Places Trust unter Nummer 7785 als „Historic Place Category 1“ registriert.